# 中華民國棒球協會
中華民國棒球協會（簡稱中華棒協、棒協）是中華民國（台灣）棒球發展的最高領導機構，成立於1973年2月28日，為民間組織。成立宗旨為發展棒球運動、辦理全國性及國際性之棒球比賽，藉以提高技術水準、增進國民健康、發揚運動精神。根據《洛桑協議》，對外以「中華台北棒球協會」名義參與國際棒球事務及賽事（英語：Chinese Taipei Baseball Association，簡稱）。

## 歷史
棒協的最早前身為台灣省棒球委員會，以1929年國民政府頒布的《國民體育法》為法源，經謝東閔（時任臺灣省政府教育廳副廳長）的推動下，於1949年成立，為台灣省體育會的下屬單位。
1967年5月12日，配合台北市升格為直轄市，將省屬事務與全國性事務分離，其中全國性事務部分改組為中華全國棒球委員會，隸屬於中華全國體育協進會（今全國體總）。1973年2月28日，配合全國各單項體育運動組織全面改組，改名為中華民國棒球協會。
1987年，台灣成棒經營出現困境，棒協理事長唐盼盼與企業界推動職業棒球，成立中華職棒。此後，棒協主管三級棒球、業餘成棒與國家代表隊，職業棒球則由中華職棒經營。
1995年，當時棒協主席陳盛沺所經營的聲寶巨人隊申請加入中華職棒但遭拒絕，於是與時任年代集團董事長邱復生一同成立台灣大聯盟；支持中華職棒的陣營則推出美孚建設董事長彭誠浩為會長，造成台灣職業棒球組織的分裂，直至2003年台灣大聯盟與中華職棒合併才告結束。2017年起，將中華隊之組隊、訓練事務交由中華職棒負責。
棒協曾與中華職棒惡鬥延續不歇，連國際棒總都有耳聞。2019年，中華民國棒球協會與中華職棒正式簽屬合作協議書，時任協會理事長辜仲諒表示棒協「不是讓步，是國家會進步」，清楚明訂未來一級國際賽事規畫、賽事主辦、國家隊組織、訓練與參賽事宜皆由中職主辦，正式讓長年棒協與中職的鬥爭結束。
2022年7月，第4屆世界棒壘球總會（WBSC）及亞洲棒球總會（WBSC Asia）會員大會於中華民國臺灣首度舉辦，138個會員國、兩百多位代表齊聚台北。於大會中，中華民國棒球協會理事長辜仲諒獲得一致通過，繼任彭誠浩成為新任亞洲棒球總會會長。辜仲諒上任棒協理事長以來，2018年促成與中職合作組隊征戰雅加達亞運，2019年中華隊相繼奪下U12、U18世界盃冠軍，以及相隔18年的亞錦賽冠軍，加上小馬聯盟3冠王，總共拿到6個冠軍，同一年在世界12強棒球賽闖進複賽寫下佳績。

## 主辦賽事

### 男子成棒
- 全國成棒甲組春季聯賽
- 協會盃全國成棒年度大賽
- 全國成棒年度盟主爭霸賽
- 海峽兩岸棒球對抗賽

### 女子成棒
- 全國女子棒球錦標賽

### 社會棒球（業餘成棒）
- 爆米花棒球聯盟
- 全國社會甲組棒球冬季聯賽

### 大學棒球
- 梅花旗全國大學棒球錦標賽

### 青年棒球
- 玉山盃全國青棒錦標賽(國際棒球總會選拔賽)
- 王貞治盃全國青棒錦標賽(世界少棒聯盟選拔賽)
- 黑豹旗全國高中棒球大賽

### 青少年棒球
- 華南金控盃全國青少棒錦標賽(國際棒球總會選拔賽)
- 謝國城盃全國青少棒錦標賽(世界少棒聯盟選拔賽)
- 布瑞特盃全國青少棒錦標賽(小馬聯盟選拔賽)

### 少年棒球
- 賀寶芙盃全國少棒錦標賽(國際棒球總會選拔賽)
- 謝國城盃全國少棒錦標賽(世界少棒聯盟選拔賽)
- TOTO盃全國少棒錦標賽(小馬聯盟選拔賽)

## 歷屆理事長
| 任次   | 姓名   | 就任日期       | 離任日期       | 備註                                                                 |
| 理事長 | 理事長 | 理事長         | 理事長         | 理事長                                                               |
| ------ | ------ | -------------- | -------------- | -------------------------------------------------------------------- |
|        | 謝東閔 |                |                | 棒協首位名譽理事長                                                   |
| 1      | 謝國城 | 1973年2月28日  | 1977年3月20日  |                                                                      |
| 2      | 謝國城 | 1977年3月20日  | 1980年12月29日 | 任內逝世                                                             |
| 代理   | 林鳳麟 | 1980年12月30日 | 1981年7月17日  | 代理謝國城遺缺                                                       |
| 3      | 嚴孝章 | 1981年7月18日  | 1986年8月2日   | 任內逝世                                                             |
| 代理   | 林鳳麟 | 1986年8月3日   | 1986年10月19日 | 代理嚴孝章遺缺                                                       |
| 4      | 唐盼盼 | 1986年10月20日 | 1989年5月31日  |                                                                      |
| 5      | 唐盼盼 | 1989年5月31日  | 1993年10月20日 |                                                                      |
| 6      | 陳盛沺 | 1993年10月21日 | 1998年5月21日  | 遲不改選，最後自行去職 ※備註：當時也另稱為『陳系棒協』與『彭系棒協』 |
|        | 彭誠浩 | 1998年1月23日  | 1998年5月31日  | 兩個棒協時期                                                         |
| 代理   | 彭誠浩 | 1998年6月1日   | 1998年10月16日 | 代理陳盛沺遺缺                                                       |
| 7      | 彭誠浩 | 1998年10月17日 | 2002年9月28日  |                                                                      |
| 8      | 彭誠浩 | 2002年9月28日  | 2006年12月20日 | 任期屆滿                                                             |
| 9      | 黃文忠 | 2006年12月21日 | 2009年2月9日   |                                                                      |
| 9      | 陳太正 | 2009年2月10日  | 2010年12月10日 | 補選就職                                                             |
| 10     | 陳太正 | 2010年12月11日 | 2015年5月16日  |                                                                      |
| 11     | 廖正井 | 2015年5月17日  | 2018年6月29日  | 國體法要求全國各單項協會進行改選107.5.19                             |
| 12     | 辜仲諒 | 2018年6月29日  | 2022年5月30日  | 國體法要求全國各單項協會進行改選107.07.01正式交接                    |
| 13     | 辜仲諒 | 2022年5月29日  | 2026年5月28日  |                                                                      |

## 爭議

### 2013年世界棒球經典賽
中華成棒隊參加2013年世界棒球經典賽係由中華職棒及中華棒協共同負責組訓及賽務事宜，其中中華職棒負責組訓部分於2月23日即告結束，餘參賽部分均由中華棒協負責。惟本屆中華職棒及中華棒協自組訓之初，磨合上便有諸多問題，組訓賽後更陸續爆發數起爭議事件。
中華職棒與中華棒協不時傳出雙方溝通上出現問題，包括中職記者會公佈中華隊28人名單，棒協無人與會、中華棒協於中職領隊會議當日，舉行記者會公佈黃金技術顧問團，中職事前卻未獲協商及通知，一度引起無法團結對外的批評。
雙方摩擦於組訓賽後陸續擴大，遂發生下列爭議：

#### 熱身賽場地安排爭議
棒協原未安排中華隊於正式比賽場地台中洲際棒球場實戰熱身練習，導致台灣身為B組預賽主辦國，卻為唯一未能於賽前熟悉正式場地之隊伍。嗣後經中華隊總教練謝長亨反應，棒協方於熱身賽前三天臨時改於台中洲際棒球場比賽。

#### 出場費及國光獎金爭議
中職自第三屆經典賽資格賽起，每場經典賽事支付選手及教練3萬元之出場費，中職會長黃鎮台更在晉八強後另行追加三百萬出場費。棒協秘書長林宗成認國家已編列國光獎金給非中職選手，因此非中職選手領取中職獎金有正當性問題。惟嗣後媒體發現，因棒協賽前未提出申請，因此經典賽未列入國光獎章辦法，故不論名次皆無法申請國光獎金。
2013年3月11日，棒協秘書長林宗成於記者會上就國光獎金申請遲誤道歉，解釋2012年底及2013年初皆因故未即時申請，惟就2011年決定停辦世界盃棒球賽以來即可申請經典賽納入國光獎金一事未置一詞。

#### 棒協獎金分紅及票房收入爭議
棒協依美國職棒大聯盟規定可分得大聯盟給予之半數經典賽獎金，用於推廣業餘及三級棒球。以本屆中華隊晉八強之成績，棒協可分得約30萬美元，剩下則由28名參賽選手與教練團均分。而棒協除獎金分紅外，尚有熱身賽、B組預賽票房收入以及對外招商收入，縱扣除給予大聯盟之權利金，收入亦相當豐厚，棒協遭台灣球迷批評收入與作為不成正比。

#### 不提供早餐爭議
晉級八強後有棒協人員帶隊的中華隊前往日本東京。大聯盟提供每位球員每天9千日圓餐費，中華隊總教練謝長亨為了讓選手能集體按時用餐，希望另行安排用餐空間，交代中華隊新聞官王雲慶代為處理，王雲慶隨即向中華職棒會長黃鎮台反映，黃鎮台也表示願意支付相關費用在此之前中華隊新聞官並未先向棒協反映此事，新聞官為此已向棒協致歉，棒協了解情況後也立即接手，之後中華隊所有用餐相關費用將全部由棒協支付。

#### 分批返台爭議
中華隊於東京八強賽止步後選手未獲安排包機返台，而視機位狀況安排球員分13批回台，棒協此舉引起台灣球迷不滿，認為中華隊晉級八強獲得史上最佳成績，卻無法整隊完整回台，有失尊嚴。棒協針對此爭議回應，「大聯盟未提供敗隊回程包機，是經典賽的慣例，未把這項特殊規定提前告知球迷，引起誤會必須道歉。經典賽首輪在台中進行時，遭淘汰的澳洲、南韓隊也未安排專機返國；澳洲分成六個航班離開，南韓全隊搭乘商務艙，都是自己處理票務，並非大聯盟提供。」，而無法包機是因為「這次中華隊除了五十幾名隊職員，還有卅幾名家屬；有人到返台前的半夜仍想更改班機，花了很多時間才搞定，臨時狀況確實不少。」

## 外部鏈結
- 中華民國棒球協會在台灣棒球維基館上的頁面（繁體中文）
- 官方网站
- 中華民國棒球協會的Facebook專頁
- 中華民國棒球協會的Instagram帳戶
- YouTube上的中華民國棒球協會頻道